# Matt Wilson
Matt Wilson (1842 – 20 maggio 1897) è stato un calciatore nordirlandese, di ruolo difensore.

## Palmarès

### Club

#### Competizioni nazionali
- Irish Cup: 3

Lisburn Distillery: 1883-1884, 1884-1885, 1885-1886